# Багно
Багно́, багу́льник (Ledum) — рід (за іншими даними — підрід роду рододендрон (Rhododendron)) родини вересових (Ericaceae).

## Опис
Невеличкі вічнозелені кущі. Гілки і знизу листки вкриті рудуватою повстю; квітки білі, зібрані в зонтикоподібні щитки.

## Поширення
Відомо 8 видів, поширених в Європі, Північній Азії і Північній Америці. В Україні росте один вид: багно болотяне (багно звичайне) (L. palustre).

## Екологія
Росте по вогких лісах, на болотах; має різкий запах; отруйний.

## Використання
Використовується в народній медицині як протиревматичний засіб і в побуті як засіб проти шкідливих комах.

## Види
- Ledum decumbens = Rhododendron subarcticum Harmaja
- Ledum glandulosum = Rhododendron neoglandulosum Harmaja
- Ledum groenlandicum = Rhododendron groenlandicum (Oeder) Kron & Judd
- Ledum hypoleucum = Rhododendron hypoleucum (Kom.) Harmaja
- Ledum macrophyllum = Rhododendron tolmachevii Harmaja
- Ledum palustre = Rhododendron tomentosum Harmaja
- Ledum palustre var. diversipilosum = Rhododendron diversipilosum (Nakai) Harmaja
- Ledum subulatum = Rhododendron subulatum (Nakai) Harmaja